# Al-Hutaya
Jàrwal ibn Aws, més conegut com al-Hutaya, fou un poeta àrab, nascut al final del segle vi. Va escriure poesia abans i després de l'islam. Es va convertir però va fer apostasia a la mort de Mahoma. Va morir després del 661.